# Come Out, Ye Black and Tans
«Come Out, Ye Black and Tans» (en español: Salgan ustedes, Negro y Caqui) es una canción rebelde irlandesa que se refiere a los Black and Tans (Negro y Caqui) reclutados en Gran Bretaña y enviados a Irlanda desde 1920 para reforzar a la Real Policía Irlandesa durante la guerra de Independencia irlandesa. La canción fue escrita por Dominic Behan como un tributo a su padre Stephen Behan, quien había luchado en la Guerra de Independencia como soldado del Ejército Republicano Irlandés, y está relacionada con las divisiones políticas en la clase obrera de Dublín de los 1920s. La canción usa el término "Black and Tans" en un sentido despectivo contra la población de Dublín, tanto católica como protestante, que estaban a favor de los británicos.

## Autoría
La canción está atribuida al compositor irlandés Dominic Behan, quién nació en la familia Behan en Dublín en 1928 (su hermano era Brendan Behan). La fecha cuándo la canción fue escrita no esta registrada, pero Behan fue activo como compositor de 1958 en adelante. El entorno de la canción es el Dublín al qué Behan nació a finales de los años veinte, y es pensado que el personaje principal en la canción (quién llama a sus vecinos "Black and Tans"), es el padre de Behan, Stephen Behan, quién era un republicano irlandés prominente , y que había luchado en la guerra de Independencia irlandesa y en la guerra civil irlandesa. A veces, la autoría de la canción ha sido atribuida erróneamente a Stephen Behan.
La melodía de la canción fue adaptada por Behan de Rosc Catha na Mumhan (en irlandés, "Grito de guerra de Munster"), la cual es también utilizada en la canción lealista The Boyne Water.

## Letra

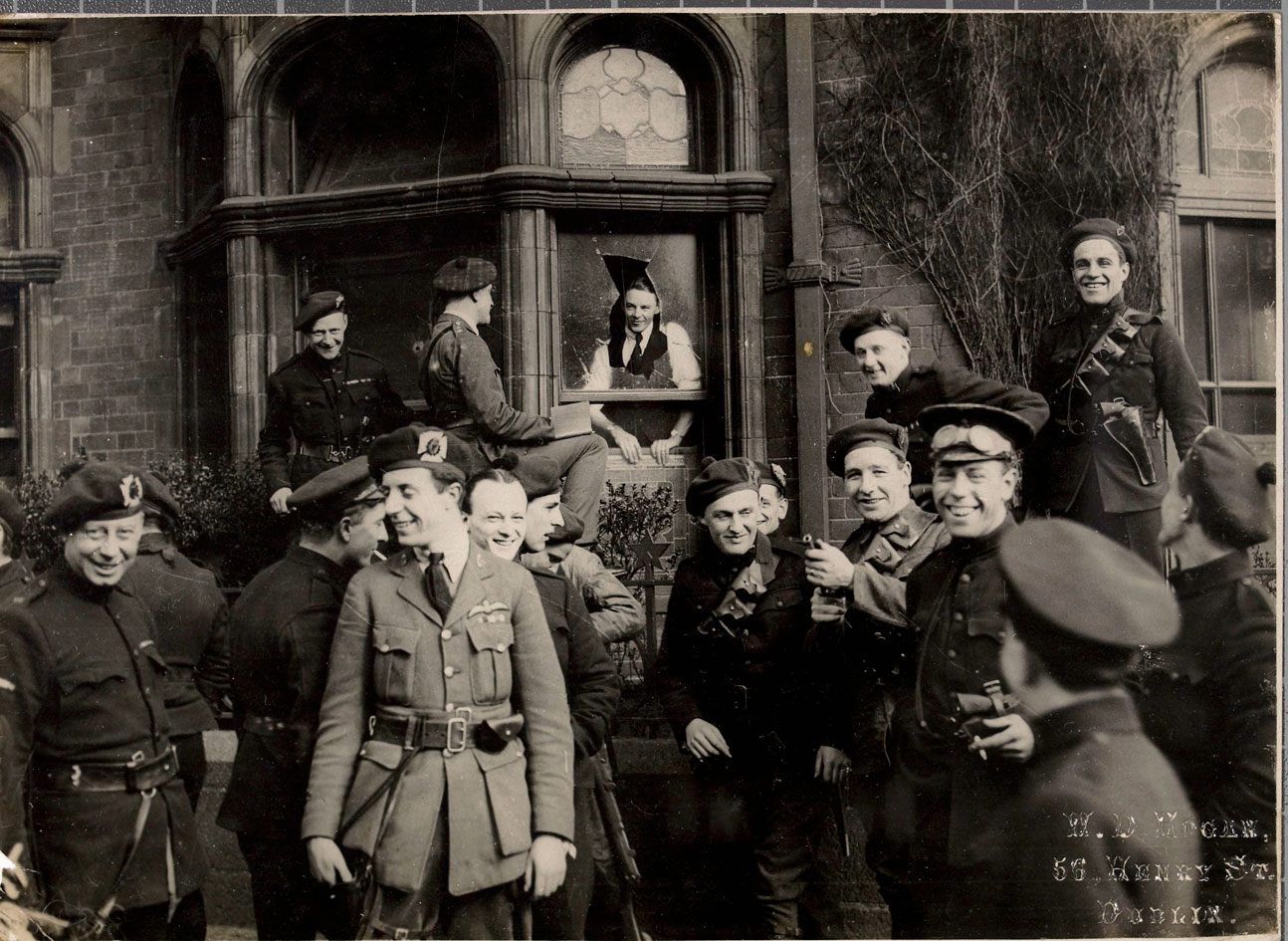
Un grupo de Black and Tans y los Auxiliares afuera de London and North Western Hotel en Dublín después de un ataque del Ejército Republicano Irlandés, en abril de 1921.

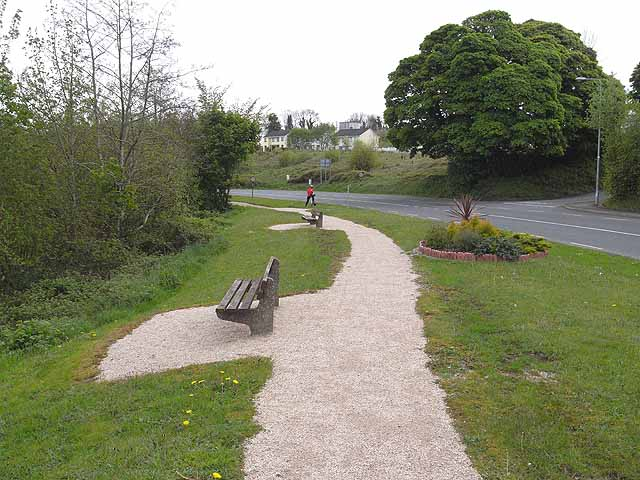
Una área verde de Killeshandra

Mientras que el título de canción y las letras se refieren a los Black and Tans de la Guerra de Independencia, la canción en si es una disputa entre vecinos republicanos y unionistas en Dublín de en la era Estado Libre Irlandés de a mediados de los 1920s. Durante esta época, Dublín continuó votando por políticos unionistas probritánicos y servicio voluntario en el Ejército británico era una elección popular de carrera entre la clase obrera de Dublín, tanto para católicos como para protestantes. Apoyando esta tradición estaba la existencia de una relativamente grande (aunque ahora generalmente olvidada y desaparecida) clase obrera protestante en Dublín. Es esta clase obrera probritánica de ambas religiones la que el compositor está afrontando en la canción (una representación notable de este grupo cultural es Bessie Burgess en la obra de teatro de Seán O'Casey El Arado y las Estrellas).
En el coro, el compositor esta despectivamente etiquetando a sus vecinos de Dublín, quiénes son probritánicos y ex-ejército británico ("muéstrale a tu esposa cómo ganaste medallas abajo en Flandes"). Los llama "Black and Tans" (Negro y caqui), y les pide que "salgan y peleen conmigo como hombres", declarando que el "IRA" (Ejército Republicano irlandés), había hecho a los Black and Tans "huir como el infierno" de Irlanda rural dando por ejemplo a las "verdes y encantadoras llanuras de Killeshandra" (la cual está en el Condado de Cavan, y dónde, en 1922, Black and Tans y soldados que habían formado parte de la Policía Real Irlandesa  se vieron forzados a huir de la ciudad después de haber sido dados unos cuantos días de advertencia para irse por el IRA local).
La letra hace referencias a la historia del nacionalismo irlandés, y los conflictos del Ejército británico contra adversarios con inferior armamento: "Ven y cuéntanos cómo mataste a esos viejos árabes de dos en dos / Como los Zulús, tenían lanzas y arcos y flechas". La letra referencia al desdén de sus vecinos (diciendo "burlas y burlas que tuvimos que escuchar en voz alta"), a la ejecución de los dirigentes del Alzamiento de Pascua de 1916, y a la caída del líder político nacionalista irlandés, Charles Stuart Parnell.
Hay variaciones de la letras original que incorporan referencias a acontecimientos más recientes en el nacionalismo irlandés, como el conflicto norirlandés.

La letra es la siguiente:
| «Come Out Ye Black And Tans» I was born on a Dublin street where the royal drums did beat And the loving English feet they walked all over us And every single night when me da' come home tight He'd invite the neighbors out with this chorus Come out ye Black and Tans come out and fight me like a man Show your wife how you won medals down in Flanders Tell her how the IRA made you run like hell away From the green and lovely lanes of Killashandra Come tell us how you slew them old Arabs two by two Like the Zulus they had spears and bows and arrows How you bravely faced one with your 16-pounder gun And you frightened them natives to their marrow Come out ye Black and Tans, come out and fight me like a man Show your wife how you won medals down in Flanders Tell her how the IRA made you run like hell away From the green and lovely lanes of Killashandra Now the time is coming fast and I think them days are here When each traitor will be cut aside before us And if there be a need, then our kids would sing Godspeed With a verse or two of Stephen Behan's chorus Come out ye Black and Tans, come out and fight me like a man Show your wife how you won medals down in Flanders Tell her how the IRA made you run like hell away From the green and lovely lanes of Killashandra Come let us hear you tell how you slandered great Parnell When you thought him well and truly persecuted Where are the sneers and jeers that you loudly let us hear When our leaders of 16 were executed? Come out ye Black and Tans, come out and fight me like a man Show your wife how you won medals down in Flanders Tell her how the IRA made you run like hell away From the green and lovely lanes of Killashandra Oh come out ye british huns come out and fight without your guns show your wife how you won medals down in Derry you murdered 16 men and you´ll do the same again so get out of here and take your bloody army Come out ye Black and Tans, come out and fight me like a man Show your wife how you won medals down in Flanders Tell her how the IRA made you run like hell away From the green and lovely lanes of Killashandra Come out ye Black and Tans, come out and fight me like a man Show your wife how you won medals down in Flanders Tell her how the IRA made you run like hell away From the green and lovely lanes of Killashandra | «Salgan ustedes, Negros y Caquis» Yo nací en una calle de Dublín. donde sonaban los tambores reales Y los encantadores pies ingleses nos pisaron a todos Y todas las noches cuando mi papa llegaba casa apretado invitaba a los vecinos con este coro. Salgan ustedes, Negros y Caquis sal y pelea como un hombre Muéstrale a tu mujer cómo ganaste medallas en Flandes. Cuéntale cómo el IRA te hizo huir como el infierno. de las verdes y encantadoras llanuras de Killashandra Ven y cuéntanos cómo mataste a esos viejos árabes de dos en dos. como los zulús que tenían lanzas, arcos y flechas. Cómo te enfrentaste valientemente a uno con tu arma de 16 libras Y asustaste a los nativos hasta la médula. Salgan ustedes, Negros y Caquis sal y pelea como un hombre Muéstrale a tu mujer cómo ganaste medallas en Flandes. Cuéntale cómo el IRA te hizo huir como el infierno. de las verdes y encantadoras llanuras de Killashandra Ahora el momento se acerca rápido y creo que esos días ya están aquí. Cuando cada traidor será eliminado ante nosotros Y si fuera necesario, entonces nuestros hijos cantarían Godspeed. Con uno o dos versos del coro de Stephen Behan Salgan ustedes, Negros y Caquis sal y pelea como un hombre Muéstrale a tu mujer cómo ganaste medallas en Flandes. Cuéntale cómo el IRA te hizo huir como el infierno. de las verdes y encantadoras llanuras de Killashandra Ven cuentanos cómo calumniaste al gran Parnell. Cuando luchaste contra ellos y verdaderamente lo perseguiste ¿Dónde están las burlas y burlas que tuvimos que escuchar en voz alta? Cuándo nuestros 16 líderes fueron ejecutados Salgan ustedes, Negros y Caquis sal y pelea como un hombre Muéstrale a tu mujer cómo ganaste medallas en Flandes. Cuéntale cómo el IRA te hizo huir como el infierno. de las verdes y encantadoras llanuras de Killashandra Oh, salid, hunos británicos. salgan y pelea sin tus armas muéstrale a tu esposa cómo ganaste medallas en Derry. asesinaste a 16 hombres y volverás a hacer lo mismo Así que sal de aquí y toma tu maldito ejército. Salgan ustedes, Negros y Caquis sal y pelea como un hombre Muéstrale a tu mujer cómo ganaste medallas en Flandes. Cuéntale cómo el IRA te hizo huir como el infierno. de las verdes y encantadoras llanuras de Killashandra Salgan ustedes, Negros y Caquis sal y pelea como un hombre Muéstrale a tu mujer cómo ganaste medallas en Flandes. Cuéntale cómo el IRA te hizo huir como el infierno. de las verdes y encantadoras llanuras de Killashandra |

## Grabaciones

### Wolfe Tones
La grabación más notable de la canción fue por el grupo tradicional irlandés, The Wolfe Tones, que grabó la canción en su álbum de 1972, Dejen a las Personas Cantar, y el cual acreditó la escritura de la canción a Joe Giltrap y Wes McGhee (quienes eran músicos tradicionales pero no miembros de banda), y un "escrito desconocido". La versión de Wolfe Tonos de la canción volvió a las listas de éxito en 2019–2020, y el grupo publicó en su cuenta de Twitter que los beneficios serían dados a una caridad irlandesa para los indigentes dirigida por Peter McVerry.

### Otros
La canción ha sido grabada por otros artistas, incluyendo:
- En 1974, por el grupo folclórico irlandés The Longkesh Ramblers.
- En 2000, por el grupo folclórico canadiense The Irish Descendants.
- En 2004, por el cantante folclórico irlandés Paddy Reilly.
- En 2005, por el grupo de música experimental californiano LeperKhanz, quién grabó una versión de la canción en su álbum Tiocfaidh Ár Lá (Nuestro día vendrá).

## Uso en elsigloXXI

### Celtic Football Club
En un artículo sobre la violencia e intolerancia alrededor de los partidos de fútbol Old Firm, el Irish Independent dijo: "Luego hay la imagen estereotipica de los seguidores de Celtic que llevan camisetas de 'ejército invicto' y teniendo sus teléfonos timbrando al sonido de 'Come out ye black and tans'".

### Campañas publicitarias
En marzo de 2019, la compañía alimentaria irlandesa, Brady Family Ham, lanzó un vídeo publicitario que se hizo viral, el cual utilizó la tonada de la canción pero con una letra enmendada, y reemplazando la palabra "Tan" con "Ham" (jamón). Fue dirigido por el director de Padre Ted , Declan Lowney.
En marzo de 2019, el cuarto episodio de la serie de Steve Coogan This Time with Alan Partridge, terminó con un interpretación de «Come out,Ye Black and Tans» por Coogan, actuando en carácter como el intérprete ficcional irlandés Martin Brennan (actuado como un rural granjero irlandés excéntrico). The Guardián informó que: "Twitter irlandés se volvió loco y la interpretación de Wolfe Tono de la canción empezó a penetrar la consciencia extranjera en fácilmente la mayor escala desde que Behan aparentemente puso el bolígrafo al papel". RTE News lo llamó "el momento de televisión del año".

### RIC Conmemoración (2020)
En enero de 2020, la versión de The Wolfe Tones' de «Come Out Ye Black and Tans» alcanzó el puesto número 1 en la lista de iTunes de Irlanda y del Reino Unido, como parte de las "criticas generalizadas" de los planes del gobierno irlandés de conmemorar a la Real Policía Irlandesa, como parte de su "Década de Conmemoración" (conmemorando los eventos entre 1912-1922 en Irlanda). A raíz de esto, el 10 de enero la canción entró al Irish Singles Chart en número 33, y también debutó en número 1 en el Scottish Singles Chart, el cual sólo cuenta pagado por ventas y no incluye transmisiones.

### Elecciones generales de Irlanda de 2020
La canción fue utilizada en ocasiones por el partido político irlandés Sinn Féin, durante las Elecciones generales de Irlanda de 2020, y estuvo listada en los "10 momentos determinantes" de la elección por el Irish Independent.

## Listas
La versión de Wolfe Tones
| Listas (2020)    | Posición más alta |
| ---------------- | ----------------- |
| Australia (ARIA) | 19                |
| Irlanda (IRMA)   | 29                |
| Escocia (OCC)    | 1                 |